# Fluoruro de diamina de plata
El fluoruro de diamina de plata (FDP), también conocido por sus siglas en inglés como SDF (silver diamine/diammine fluoride), es un medicamento usado para tratar y prevenir las caries y la sensibilidad dental. También sirve para identificar las caries. Se aplica sobre los dientes. Parece ser más eficaz que el barniz de fluoruros.
Los efectos secundarios incluyen la tinción negra y permanente de la caries y un sabor metálico. Si bien podría producir pigmentación de la piel, esta es temporal. El riesgo de fluorosis dental en niños es bajo si se aplica dos veces al año. Contiene iones de plata, fluoruro y amoníaco. Actúa al bloquear los túbulos dentinarios, con lo que se destruyen las bacterias y mejora la remineralización de los dientes.
El fluoruro diamino de plata fue aprobado para uso médico en Japón en la década de 1960 y en Estados Unidos en el 2014. También está disponible en el Reino Unido, Australia, entre otros. Es parte de la Lista de Medicamentos Esenciales de la Organización Mundial de la Salud. En Estados Unidos, su uso cuesta alrededor de 75 USD al año 2021.